# Співдружність польського народу
«Співдружність польського народу» («Спілка польського люду», «Stowarzyszenie Ludu Polskiego») — таємна польська радикальна організація, спрямована на революційне відродження Речі Посполитої. Утворена 1835 у Кракові за опертя на тенденції «Молодої Польщі». Тривалим лідером був С. Гощинський. Головною метою визначала боротьбу за незалежність Речі Посполитої в кордонах до 1772 з гарантією громадянських прав. Декларувала потребу волевиявлення співвітчизників, забезпечення побудови народної влади на основі загальних виборів. Спершу мала прихильників переважно серед міського населення, із включенням до проводу таких діячів, як Ф. Бобинський, Ш. Конарський та ін., згодом поширила сфери впливу на різні верстви, зокрема й на шляхту Правобережної України. У цілому прагнула охопити своєю мережею 5 умовно окреслених провінцій: 1) терен Царства Польського; 2) Литву, Білорусь, Волинь, Поділля, Київщину; 3) Краківську округу; 4) Галичину; 5) регіон Великого князівства Познанського.
У Галичині розгорнула агітацію поміж гірників і селян, демонструвавши «братання» із простолюдом і висунувши обіцянки домогтися скасування кріпацтва й запровадження перерозподілу земель на користь трудівників. Пильну увагу приділяла освіті, гурткам учнівської молоді, жіночим осередкам. Закликала до зміни державного ладу та знищення привілеїв. На майбутнє планувалися замахи на імператора Миколу I й намісника Царства Польського князя І. Паскевича. 1836 був здійснений терористичний акт — убивство викритого в ній урядового агента, що спричинило репресії з боку властей і, як наслідок, після вступу до Краківської республіки окупаційного війська — передислокацію С. Гощинського до Львова й улаштування там оновленого керівництва, у тому числі за участі Ш. Конарського, Л. Залєського, Ф. Смольки.
Принципи статутних документів товариства супроводжено епіграфами-гаслами «Через народ — для народу» та «Свобода, рівність, братерство», а також констатацією, що «Співдружність польського народу є згуртуванням моральних і фізичних сил на всьому просторі незалежної Польщі». Викладено погляд, що люди та народи — єдина родина, тож мають шанувати одне одного, надавати взаємодопомогу в обстоюванні свободи. Відтак проголошувалося, що «людина, сім'я, каста й навіть нація у прагненні поневолити перетворюється на ворога всіх народів, тобто поспіль людського загалу, і те народи повинні переслідувати».
Слідом за арештом Ш. Конарського російська, австрійська і прусська поліції координували свої зусилля на викритті «Співдружності», протягом 1838—42 її було розгромлено.